# Веніс (Лос-Анджелес)
Венеція — це район міста Лос-Анджелес, Вестсайд, округ Лос-Анджелес.
Вона була заснована Ебботом Кінні, американським розробником, природоохоронцем, експертом з водопостачання та озеленення в 1905 році як приморське курортне місто. До свого об'єднання з Лос-Анджелесом 1926 року була незалежним містом.

Венеція відома своїми каналами, пляжем та пішохідною 4-х кілометровою набережною "Ocean Front Walk" — улюбленим місцем виконавців, ворожок, художників та продавців.

## Історія

### 19 століття
У 1839 році земельну ділянку під назвою ісп. La Ballona (Ла-Байона), що включала південні частини Венеції, було надано урядом Мексики Ігнасіо і Августину Мачадо, та Феліпе і Томасу Таламантесам під іменем "Ранчо Ла-Байона". Пізніше це стало частиною порту Байона.

### Заснування

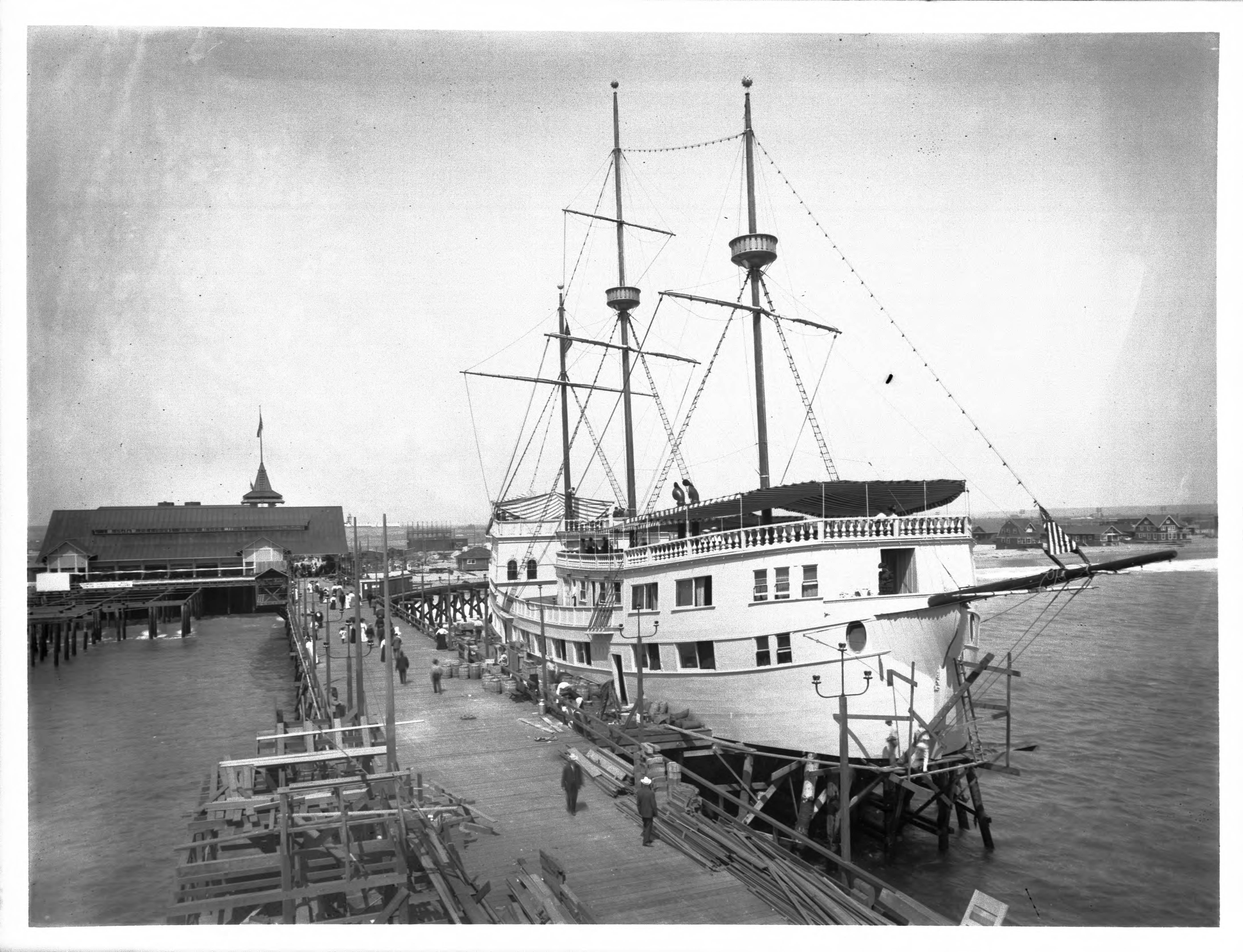
Венеційський павільйон і корабельне кафе, 1905—1913

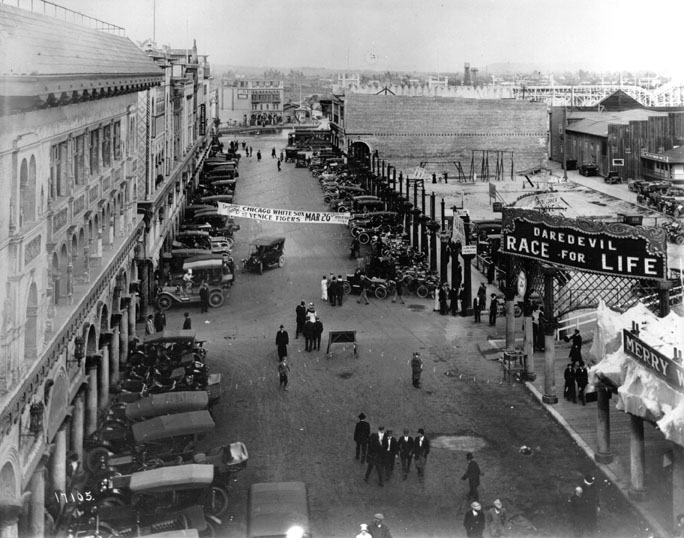
Windward Avenue,
(Навітряний проспект), 1913

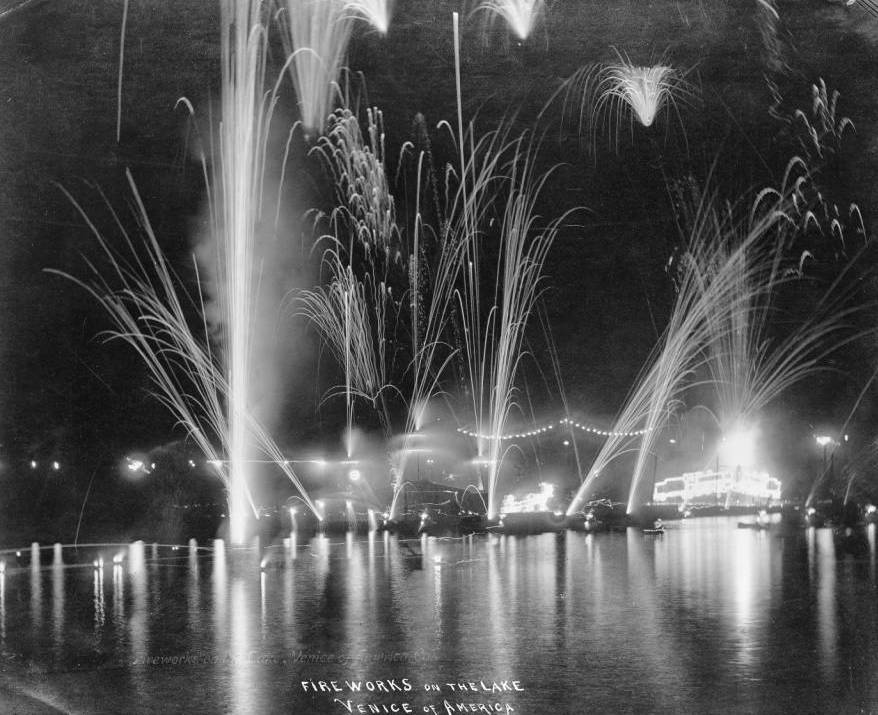
Феєрверк над озером у старому парку розваг Венеції близько 1915 року

1891 року багатий забудовник Еббот Кінні і його партнер Френсіс Райан купили в 23 км на захід від Лос-Анджелеса 2 милі (3 км) землі на березі океану на південь від Санта-Моніки. На північній частині цієї території вони побудували курортне містечко під назвою Ocean Park, яке незабаром було приєднано до Санта-Моніки.
Після смерті Райяна, Кінні та його нові партнери продовжили будівництво на південь від Navy Street (Флотської вулиці).

Після розпаду товариства в 1904 році Кінні, виграв у своїх колишніх партнерів шляхом жеребу з підкиданням монети заболочену ділянку на південному кінці землеволодіння.

До дня відкриття 4 липня 1905 року Venice of America Еббот Кінні збудував на цій ділянці прибережний курорт, який за задумом повинен був бути схожим на італійську Венецію. 
Для побудови "Венеції Америки" та осушення боліт цієї місцевості Кінні перекопав кілька миль каналів, побудував довгий причал довжиною 1 200 футів (370 м) з глядацькою зоною, судновим рестораном та танцювальною залою, басейн з гарячою солоною  водою та побудував аркадну ділову вулицю з венеційською архітектурою. Для проектування колон будівель Кінні найняв художника Фелікса Пеано. В капітелях колон знайшли своє відображення в т.ч. сам Кінні та місцева дівчини на ім'я Нетті Боук.
Туристи, здебільшого прибуваючи на «Червоних автомобілях» Тихоокеанської електричної залізниці з Лос-Анджелеса та Санта-Моніки, потім їхали Венеційською мініатюрною залізницею та гондолами для огляду міста. Надзвичайно привабливим був 1-мильний (1,6 км) пологий пляж Венеції. Котеджі та господарські намети можна було орендувати.
Населення (3119 жителів у 1910 році) незабаром перевищило 10 000; у вихідні дні місто залучало від 50 000 до 150 000 туристів.

### Парк розваг

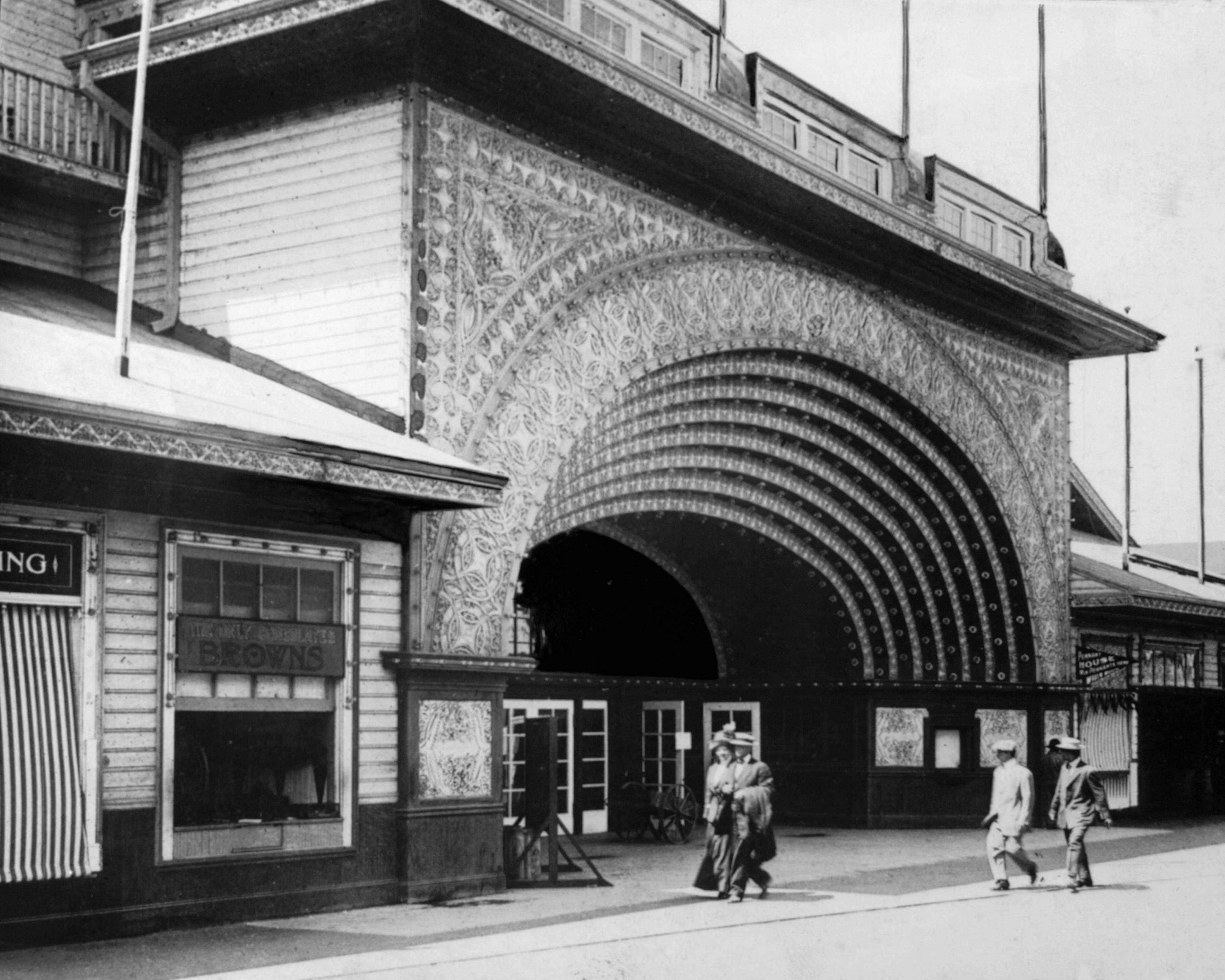
Люди прогулюються танцювальним залом на пірсі розваг, прибл. 1900—1920

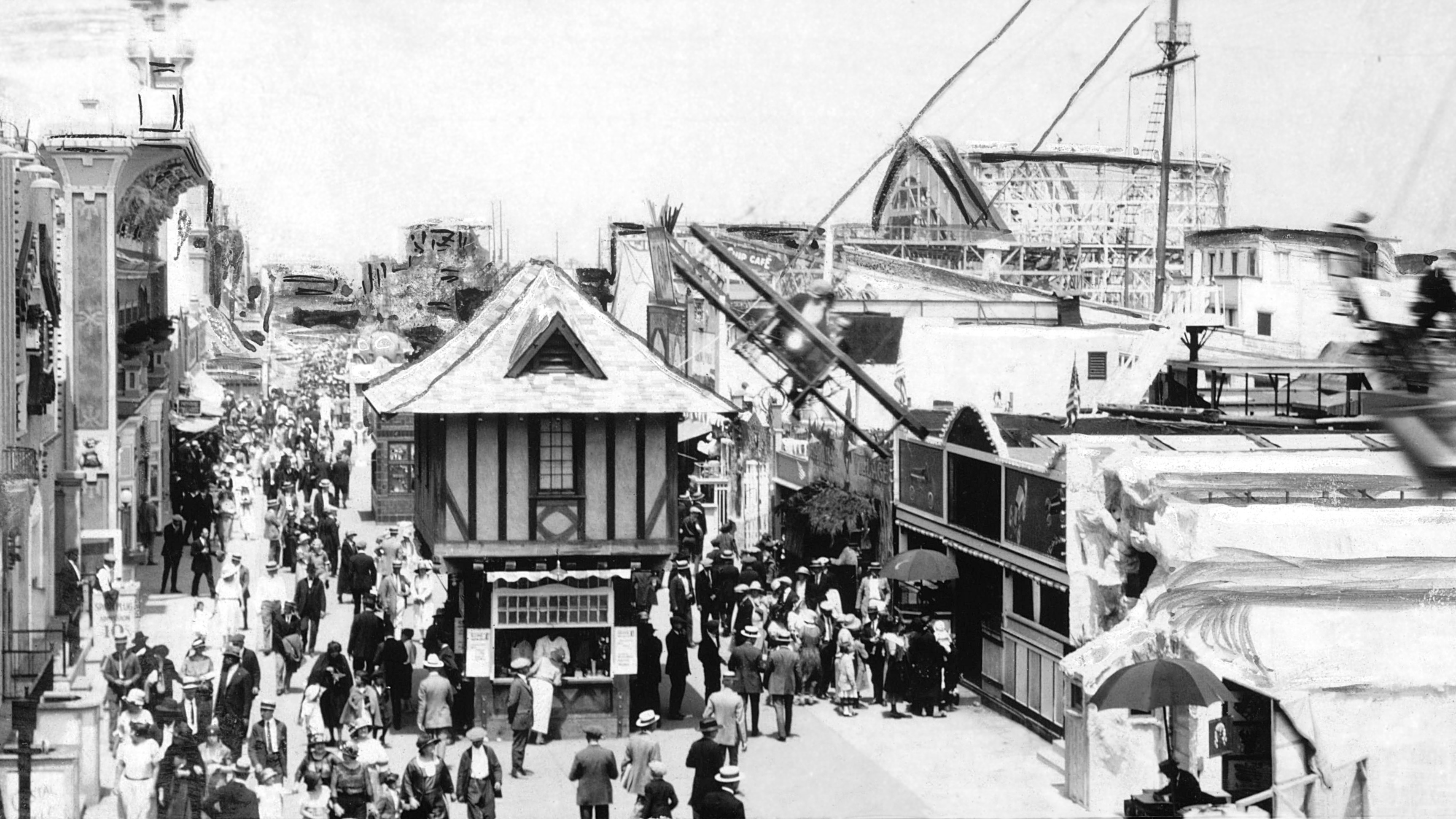
Натовп між 17ю і 34ю вулицями, біля американських гірок прибл. 1900—1920

Атракціони на пірсі Кінні стали більш орієнтованими на розваги до 1910 року, коли були додані Венеційська мініатюрна залізниця, акваріум, котушка Вірджинії, батіг, гоночне Дербі та інші атракціони та ігрові кабінки. Оскільки для ділового району було відведено лише три вулиці довжиною в один квартал, а до Ратуші було більше милі, розвивалися інші конкуруючі ділові райони. На жаль, це створило суперечливий політичний клімат. Однак Кінні керував залізною рукою і тримав усе під контролем. Коли він помер у листопаді 1920 року, Венецією стало важче керувати. Унаслідок горіння причалу розваг через шість тижнів у грудні 1920 р., та "Сухого закону" (розпочатого в попередньому січні) податкові надходження міста сильно постраждали.
Сім'я Кінні швидко перебудувала свій пірс для розваг, щоб конкурувати з пірсом Пікерінг-Плежар в Оушен-парку та новим пірсом Сансет. Коли він відкрився, у ньому було дві американських гірки, нове гоночне дербі, Ноєвий ковчег, млинові жолоби та багато інших атракціонів. До 1925 року, додавши третю кабінку, високу гірку «Дракон», «Веселий будинок» та повітряну подорож «Літаюче коло», це був найкращий пірс для розваг на Західному узбережжі. По вихідних його відвідували кілька сотень тисяч туристів. У 1923 році Чарльз Лік побудував пристань Лік на Флотській вулиці у Венеції, поруч з причалом Оушн-Парк на П'єр-авеню в Оушен-Парку. Ще одна пристань була запланована для Венеції в 1925 році на вулиці Леона (нині Вашингтонська вулиця).
Для розваги публіки Кінні найняли авіаторів, щоб робити повітряні трюки над пляжем. Один з них, авіамайстер з кіно і власник аеропорту у Венеції Б. Х. ДеЛей впровадив перший освітлений аеропорт у США на полі, названому його іменем (раніше відоме як "Ince Field"). Після невдалої спроби морського порятунку він організував першу авіаційну поліцію в США. У Венеції ДеЛей виконав багато перших у світі повітряних трюків для кіно.

### Політика
До 1925 року політика Венеції стала некерованою. Її дороги, водопроводи та каналізація сильно потребували ремонту та розширення, щоб не відставати від зростаючого населення. Коли пропонувалось об'єднати Венецію з Лос-Анджелесом, опікунська рада проголосувала за проведення виборів. Консолідація була затверджена на виборах у листопаді 1925 р., і Венеція була об'єднана з Лос-Анджелесом 1926 р.
Після трирічної судової тяганини за безпосередньою участью жителів каналу в 1929 році багато вулиць було вимощено бруківкою. Після цього Департамент рекреації та парків мав намір закрити три пірси розваг, але довелося чекати, доки закінчиться термін оренди першої з них у 1946 році.

### Нафта
У 1929 р. Нафта була виявлена на південь від вулиці Вашингтон на півострові Венеція, який тепер відомий як квартал півострова Марина в Лос-Анджелесі. Протягом двох років територію охопили 450 нафтових свердловин, а відходи буріння засмітили інші водні шляхи. Недовгий бум забезпечив необхідний дохід громаді, яка в іншому випадку постраждала б під час Великої депресії. Більшість свердловин були закриті до 1970 х років, а останні свердловини біля Венеційського павільйону були закриті в 1991 році.

### Нехтування
Після поглинання Лос-Анджелесом до підтримки незвичного району не проявлялось зацікавленості. Більшість каналів було засипано та вимощено, а колишня лагуна стала транспортним кільцем.
У районі не вистачало автомобіле-центричного однорідного характеру, який прагнули культивувати в епоху після Другої світової війни, те що було особливістю Венеції сприймалось застарілим пережитком спекуляцій землею в попередні десятиліття. Лос-Анджелес нехтував новопридбаним районом настільки, що в 1950 х роках територію позначили як «Трущобу біля моря». За винятком нових поліцейських та пожежних станцій у 1930 році, Лос-Анджелес мало витрачав на благоустрій Венеції. Місто проклало тролейбус (Тихоокеанський проспект) лише 1954 р., коли стали доступні окружні та державні кошти. Низька орендна плата за запустілі бунгало залучали переважно європейських іммігрантів (включаючи значну кількість людей, що пережили Голокост) та молодих художників контркультури, поетів та письменників. Покоління Beat тусувалось у бензиновому будинку на набережній "Ocean Front Walk" та в кафе "West Venice" на Дадлі.

### Минула активність банд
"Venice Shoreline Crips" — (Бандити Венеційської берегової лінії)
та мексиканська "Venice 13" (V-13) — (Венеція 13) були двома головними бандами, що діяли у Венеції. "V-13" відслідковується з 1950 х, тоді як "Shoreline Crips" були засновані на початку 1970 х, що робить їх одними з перших гангстерських угрупувань Лос-Анджелеса. На початку 1990 х років "V-13" та "Shoreline Crips" брали участь у жорстокій битві за розподіл ринку кокаїну.
До 2002 року кількість членів банди у Венеції була зменшена через джентрифікацію та посилення присутності поліції. Згідно зі статтею «Лос-Анджелес Сіті Біт» (англ. Los Angeles City Beat), до 2003 року багато членів банд з Вестсайду Лос-Анджелеса переселилися в місто Інглвуд.

## Географія
Згідно з проектом Mapping LA в Los Angeles Times, на північному заході Венеція межує з Санта-Моніка, на північному сході — Mar Vista, на південному сході — Калвер-Сіті, Дель-Рей та Марина-Дель-Рей, на півдні — Ballona Creek (Байона Крік) та на заході Тихим океаном.

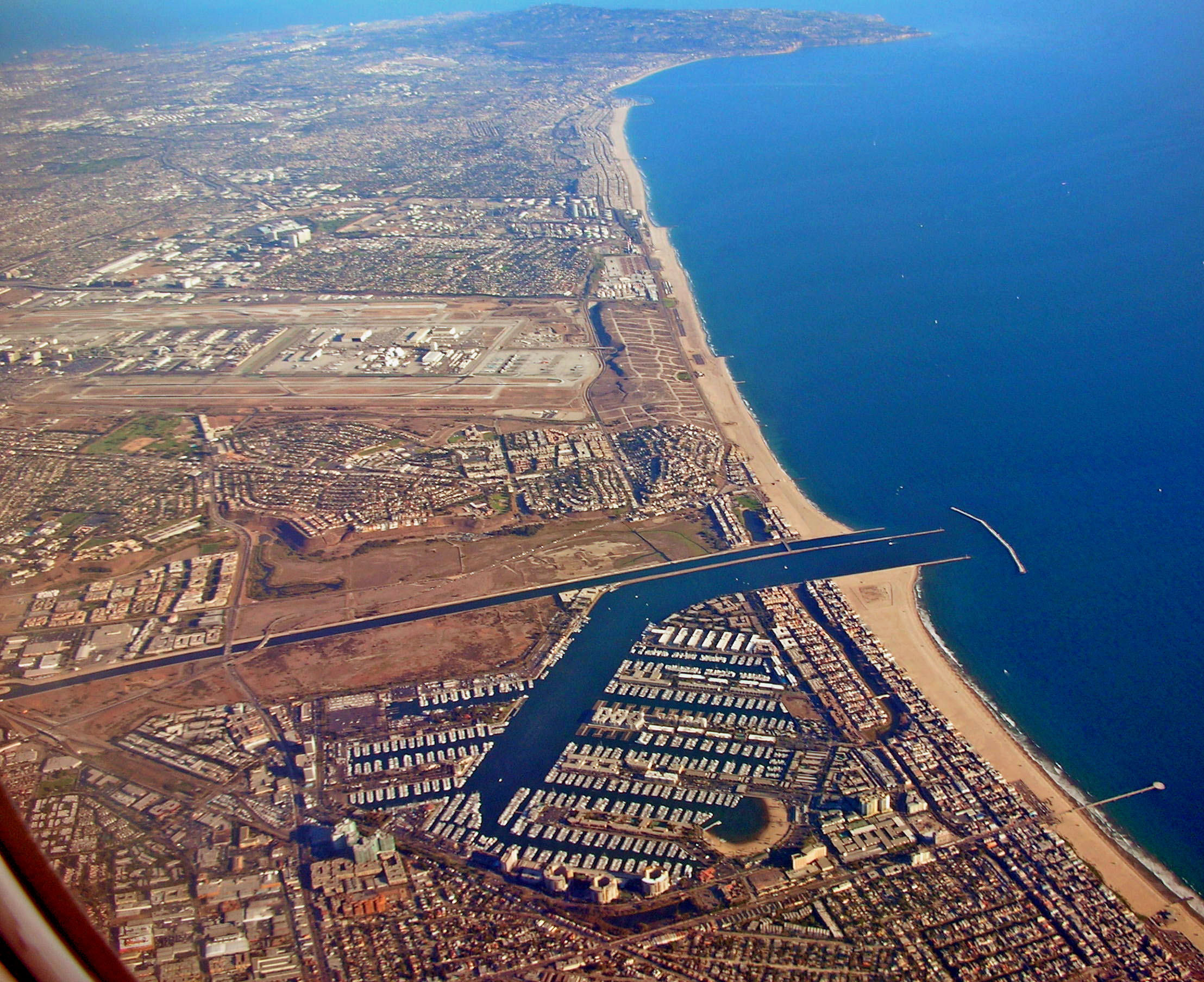
Aerial view of Marina del Rey, Playa del Rey, Playa Vista, Venice Beach and Los Angeles International Airport

Північна вершина району Венеції знаходиться на проспекті Уолгров та Роуз-авеню, примикаючи до аеропорту міста Санта-Моніка. На сході межа проходить з півночі на південь по проспекту Вальгроув до східної вершини району на вулиці Занджа, включаючи, таким чином, поле для гольфу Пенмара, але виключаючи Венеційську середню школу. Межа проходить по бульвару Лінкольна до Адміралтейства, виключаючи всю Марину дель Рей, на південь до затоки Байона.
Офіційна зональна карта міста Лос-Анджелес ZIMAS показує Венеційську середню школу, включену до Венеції.

### Міський пейзаж

#### Історичний район Венеційського каналу

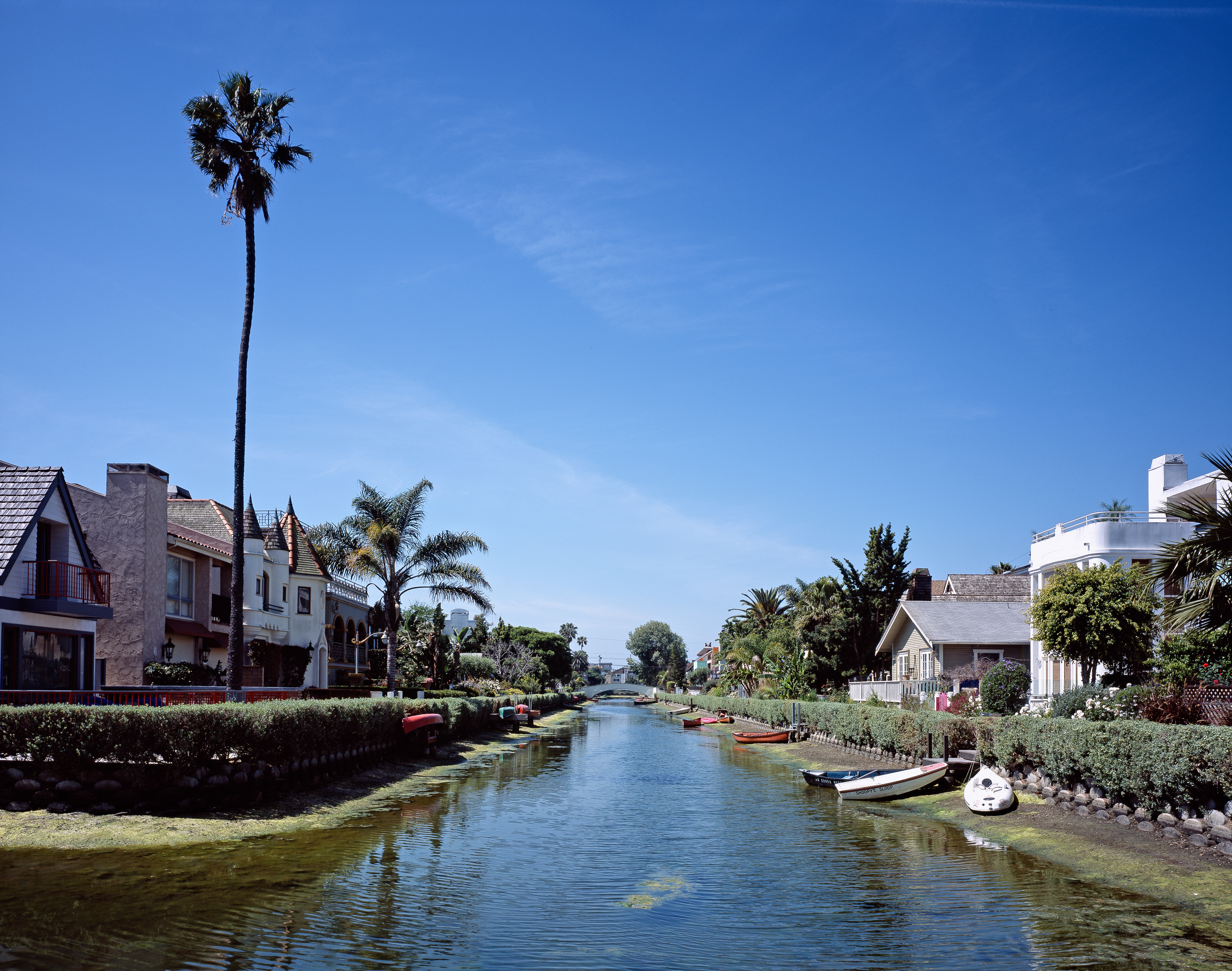
Carroll Canal, c. 2010
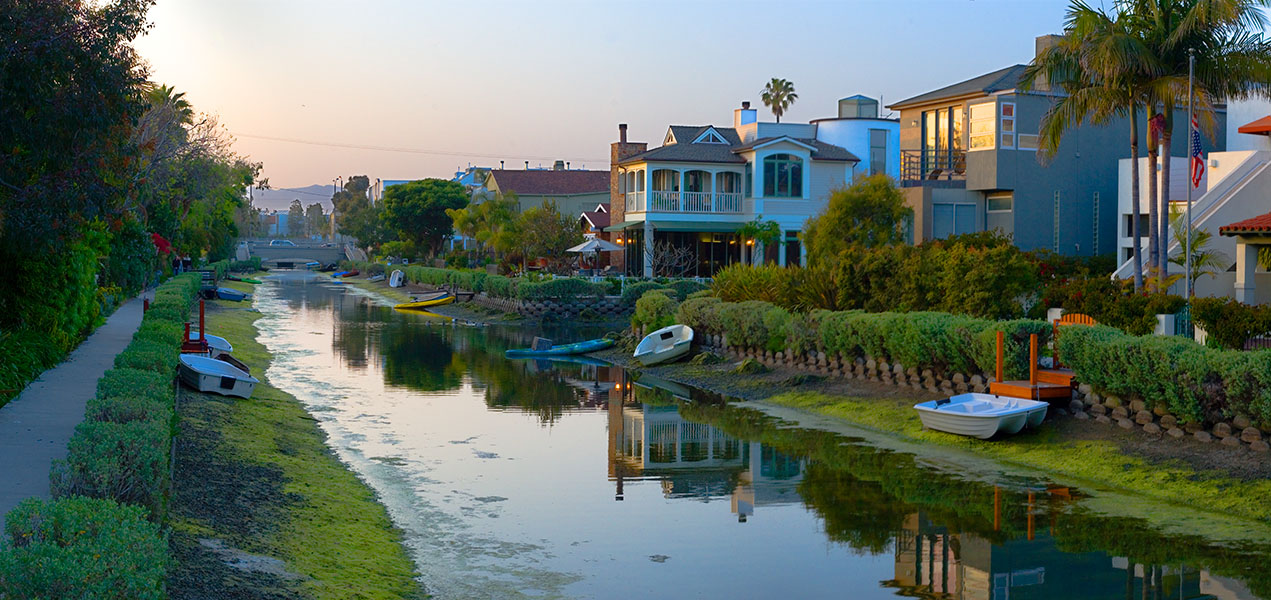
Grand Canal at junction with Linnie Canal, 2005
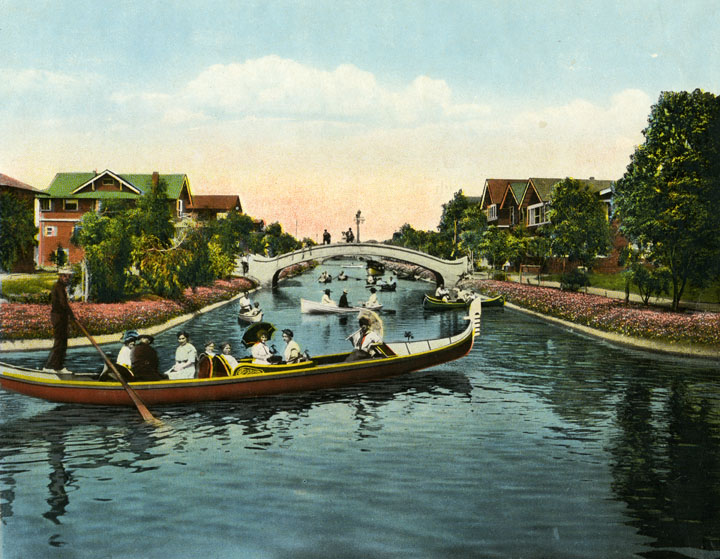
Gondolier, Aldebaran Canal, 1909
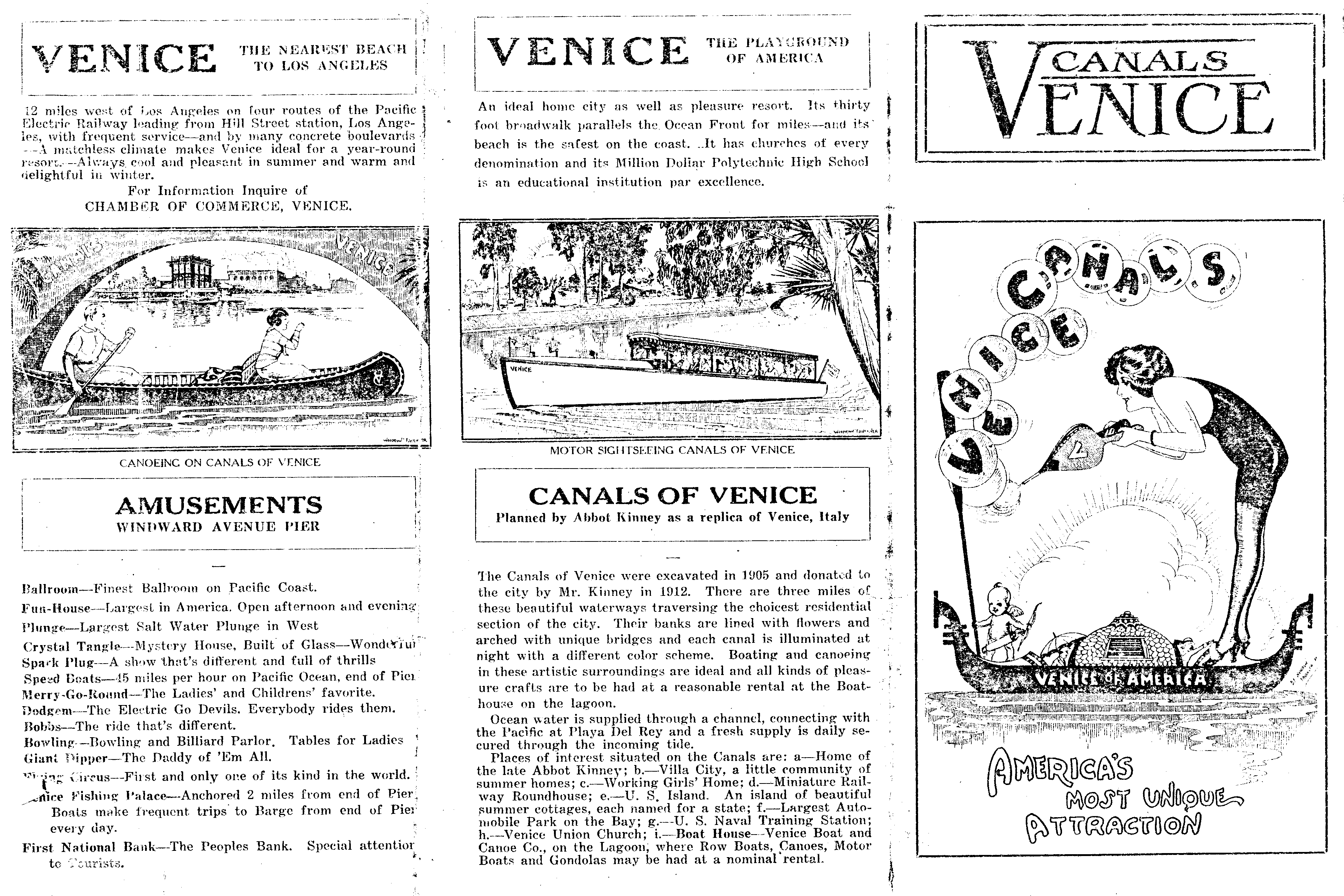
Promotional flyer c. 1920

#### Бульвар Еббота Кінні
Бульвар Еббот Кінні — головна визначна пам'ятка. На вулиці розташовані магазини, ресторани, бари та художні галереї. Вулицю описували як «занедбану смугу занедбаних пляжних котеджів та порожніх цегляних промислових будівель під назвою Західний Вашингтонський бульвар», а наприкінці 1980 х громадські групи та власники нерухомості наполягали на перейменуванні частини вулиці на честь Еббота Кінні. Перейменування широко розглядалося як маркетингова стратегія комерціалізації району та залучення до нього нових підприємств високого класу.

#### Ринок фермерів Венеції
Заснований у 1987 році, фермерський ринок працює щоп'ятниці з 7 ранку до 11 ранку на Венеційському бульварі у Venice Way.

#### Устричний гриль-бар 72-ї торгової вулиці
72 Market Street Oyster Bar and Grill був однією з кількох історичних пам'яток, пов'язаних з Market Street у Венеції — однією з перших вулиць, призначених для торгівлі, з часів заснування міста в 1905 році. В епоху депресії, Upton Sinclair мав там офіс, коли балотувався на посаду губернатора, а та сама історична будівля, де знаходився ресторан, була також місцем першої галереї ACE/Venice на початку 1970 х років, а до цього — майстерні американського художника-інсталятора Роберта Ірвіна.[джерело?]

#### Історичне поштове відділення

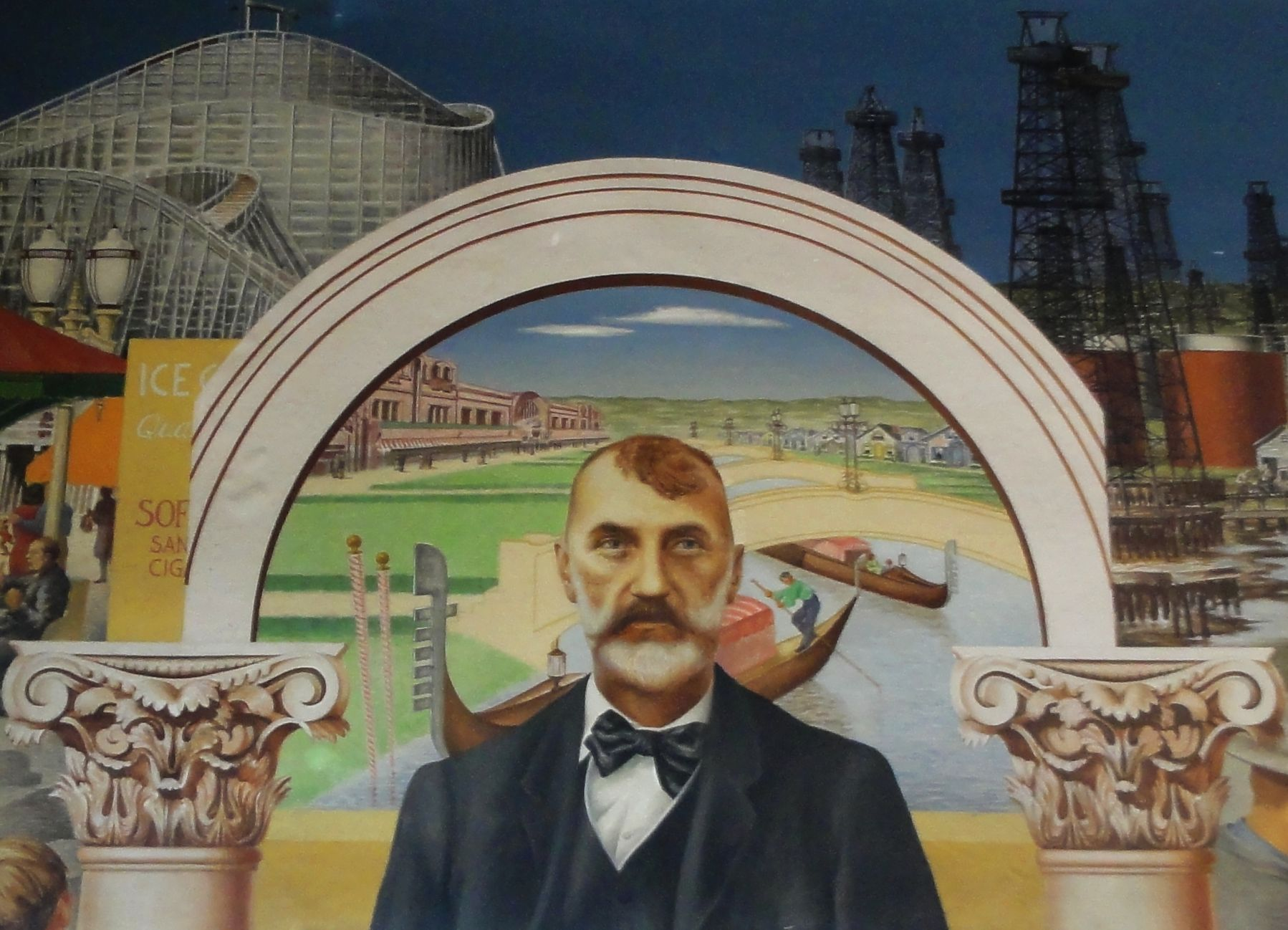
Post office mural

У Венеційському поштовому відділенні, будівлі Адміністрації прогресу робіт, виконаному в 1939 році за проектом Луїса А. Саймона на навітряному колі, було покрито червоною черепицею. У ньому розміщена одна з двох фресок, написаних у 1941 році художником модернізму Едвардом Біберманом, на якій забудовник Еббот Кінні знаходиться в центрі пляжників у старомодних купальниках, чоловіків у комбінезонах та дерев'яних американських гірок, що створювало контраст Венеційського причалу з промисловими нафтовими вишками, які колись були всюди в районі. Старший куратор американського мистецтва Музею мистецтв округу Лос-Анджелес (LACMA) Ілен Сьюзен Форт сказала, що це одна з кращих фресок Нового курсу як в художньому, так і в історичному плані. Хоча вона містить яскраві кольорові елементи із забавними деталями, вторгнення зловісних нафтових вишок та свердловин було на той час дуже актуальним.
Після закриття пошти в 2012 році кінопродюсер Джоель Сілвер оприлюднив плани придбати поштове відділення за 7,5 мільйона та реконструювати будівлю під нову штаб-квартиру своєї компанії Silver Pictures. Продаж включав умову, що він або будь-який майбутній власник зберігає фрески епохи Нового курсу та надає доступ громадськості. Реставрація майже незайманої фрески зайняла більше року і коштувала близько 100 000 доларів. LACMA підкреслив фреску виставкою, яка демонструвала додаткові твори мистецтва Бібермана, рідкісні історичні документи та венеційські ефемери з відреставрованою фрескою. Срібло має довгострокову оренду на фресці, яка все ще належить Поштовій службі США. У травні 2019 року, за даними Hollywood Reporter, Сільвер продав будівлю за 22,5 мільйона британському інвестору Алексу Деллалу та його групі нерухомості, заснованій Джеком Деллалом (дід актриси Джеміми Кірке). Статус запланованого ремонту залишається предметом подальшого затвердження. Місцезнаходження настінного розпису невідоме, і це означає, що орендар порушує вимогу публічного доступу до договору оренди.[джерело?]

#### Резиденції та вулиці
Багато будинків Венеції мають основні входи з пішохідних вулиць і мають номери будинків на цих пішохідних доріжках. (Автомобільний проїзд здійснюється завулками ззаду.) Внутрішні прогулянкові вулиці складаються переважно з близько 620 односімейних будинків. Однак, як і більшість решти Лос-Анджелеса, Венеція відома заторами на дорогах. Він знаходиться на відстані 3,2 км від найближчої автостради, і його надзвичайно густа мережа вузьких вулиць не була запланована для сучасного руху. Пам'ятаючи про туристичну природу великої частини транспортного руху району, його мешканці успішно боролися з численними спробами продовжити автомагістраль Марина (SR 90) на південь Венеції.[джерело?]

#### Венеційський пляж

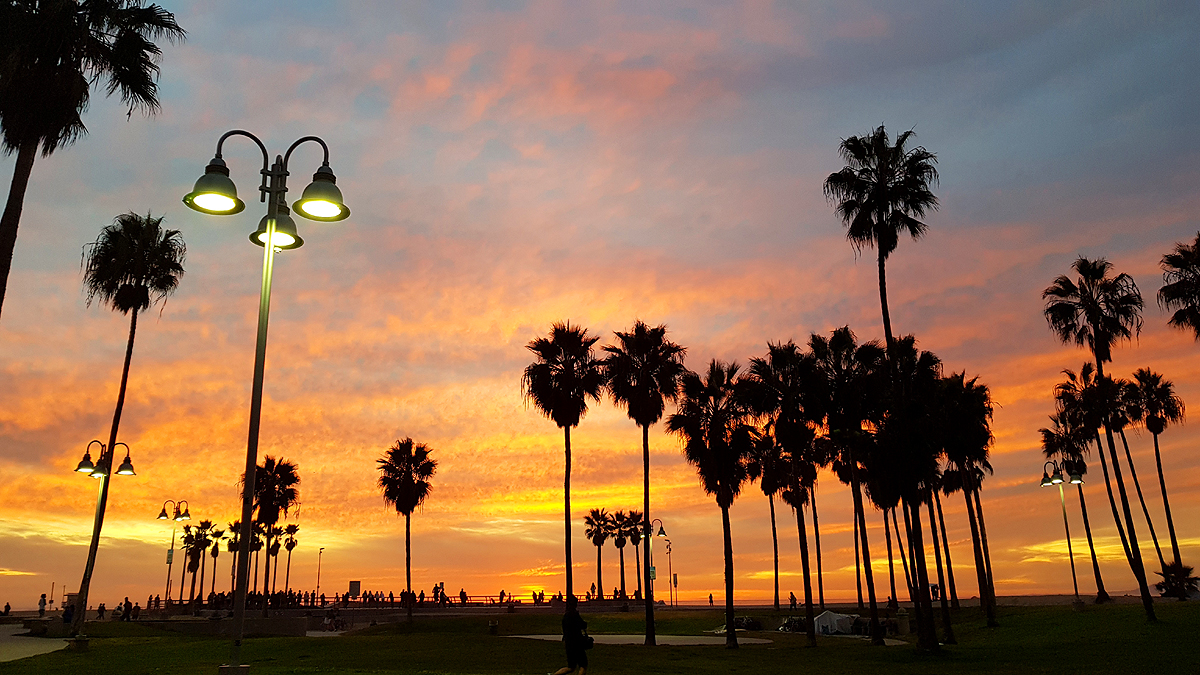
Sunset at Venice Beach

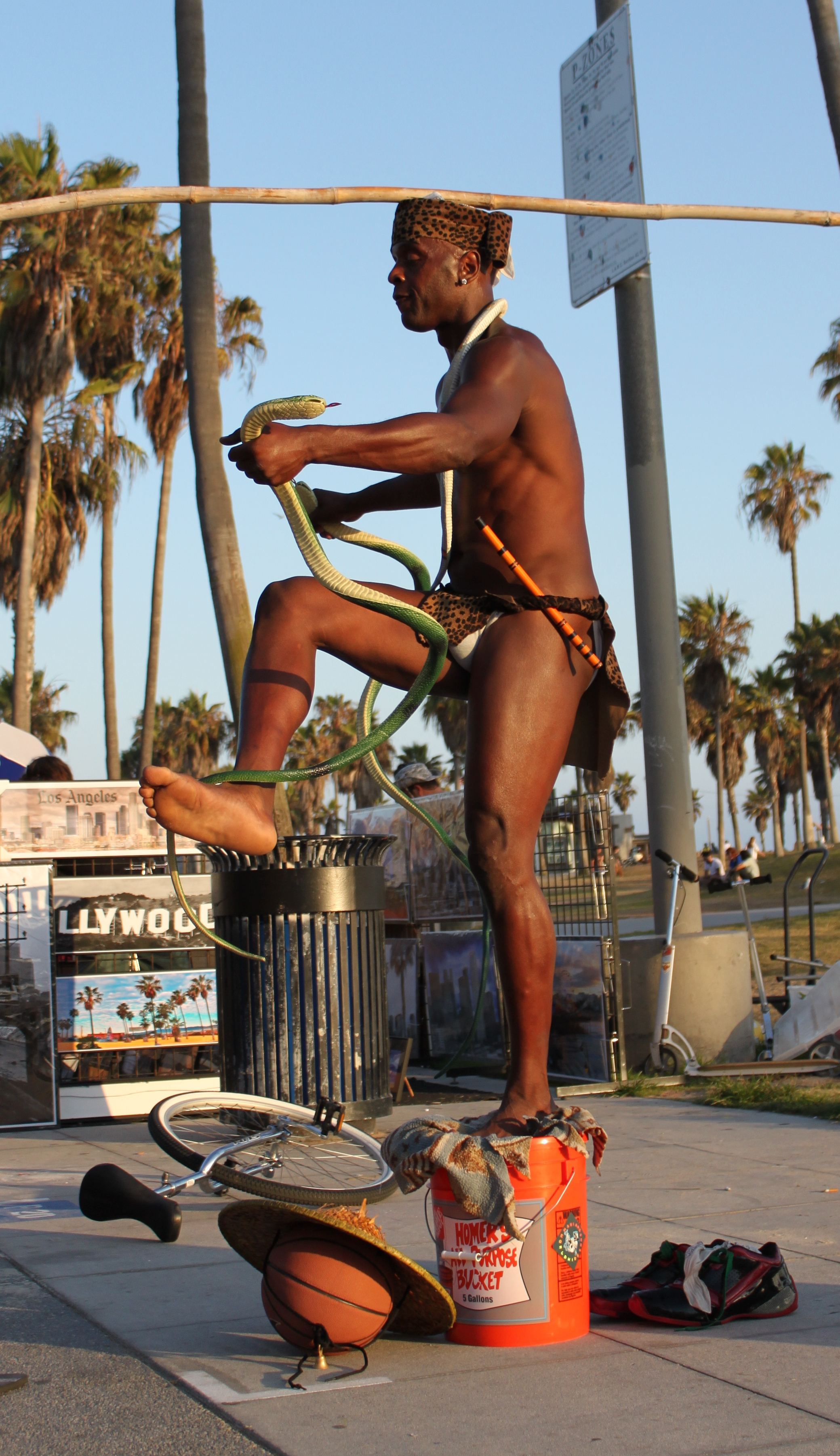
King Solomon the Snake Charmer on the Venice boardwalk

Пляж Венеція, який щороку приймає мільйони відвідувачів, був названий «культурним центром, відомим своїми ексцентричностями», а також «світовим туристичним напрямком». Він включає набережну, яка проходить паралельно пляжу (також «Прогулянка на березі океану» або просто «набережна»), пляж Маскл і Центр відпочинку на пляжі Венеція з гандбольними майданчиками, кортами для тенісного спорту, площадкою для танців на скейтборді та численними майданчики для пляжного волейболу. Це також включає велосипедну доріжку та багато підприємств на Ocean Front Walk.
Стритбалісти на баскетбольних майданчиках Венеція-Біч
Баскетбольні майданчики у Венеції славляться по всій країні своїм високим рівнем стрітболу; численні професійні баскетболісти розробляли свої ігри або були завербовані на цих кортах.

Під час літніх Олімпійських ігор 2028 року на пляжі Венеція відбудуться катання на скейтборді та баскетбол 3х3.

A man carries a recently purchased poster — 2008

#### Риболовецький причал
Уздовж південної частини пляжу, в кінці бульвару Вашингтон, знаходиться «Венеційський риболовецький причал». Бетонна конструкція площею 1 310 футів (400 м), яку вона вперше відкрила в 1964 році, була закрита в 1983 році через пошкодження штормом Ель-Ніньйо та знову відкрита в середині 1990-х. 21 грудня 2005 року причал знову зазнав пошкоджень, коли хвилі великого північного набухання призвели до того, що частина його припала в океан. Причал залишався закритим до 25 травня 2006 р., Коли він був знову відкритий після того, як інженерне дослідження дійшло висновку про його конструктивну надійність.[джерело?]

#### Хвилеріз
Венеційський хвилеріз — це відоме місце для серфінгу у Венеції. Він розташований на північ від Венеційського причалу та штаб-квартири рятувальників та на південь від причалу Санта-Моніка. Це місце захищене на півночі штучним бар'єром, хвилеломом, що складається з протяжної піщаної колони, трубопроводів і великих скель на кінці.[джерело?]
Наприкінці 2010 року Рада наглядачів округу Лос-Анджелес провела заміну 30 000 кубічних ярдів піску на пляжі Венеція, розмитого дощами за останні роки, на 1,6 мільйона доларів. Незважаючи на те, що Венеційський пляж знаходиться в місті Лос-Анджелес, графство відповідає за утримання пляжу відповідно до угоди, укладеної між обома урядами в 1975.

#### Деревина дуба
Оквуд лежить у суші від туристичних районів і є одним з небагатьох історично афро-американських районів у Західному Лос-Анджелесі. Спочатку він був побудований як відокремлений район, в якому могли б жити працівники з низькими доходами на місцевих нафтових родовищах та в туристичній галузі. У міру падіння нафтового буму район Дубового дерева став найбіднішою частиною Венеції, страждаючи від серйозно нестандартного житла та діяльності банди. Пік насильства був на початку 90-х років і з тих пір стрімко зменшувався разом із швидким зростанням вартості власності в районі.

#### Східна Венеція
Східна Венеція — це житловий квартал Венеції, змішаний на расовій та етнічній основі, який відокремлений від Оквуда та Мілвуда (район на південь від Оквуда) бульваром Лінкольна, простягаючись на схід до кордону з районом Мар Віста, поблизу Венеційської середньої школи та муніципального аеропорту Санта-Моніки . Окрім комерційної смуги на Лінкольні (включаючи Венеційський клуб хлопців та дівчат та Венеційську об'єднану методистську церкву), область майже повністю складається з невеликих будинків та квартир, а також парку Пенмар та (що межує з Санта-Монікою) поля для гольфу. Існуюче населення (переважно з білих, латиноамериканців та азійців, з невеликою кількістю інших груп) поповнюється новими прибулими, які переїхали з джентрифікацією.
Наразі житловий проект Lincoln Place Apartment Homes, побудований Житловим управлінням міста Лос-Анджелес, наразі реконструюється на 140 мільйонів доларів, щоб додати 99 нових ринкових квартирних будинків та оновити решту 696 існуючих будинків. Додаються новий басейн, двоповерховий фітнес-центр, постійний парк та стійке озеленення. Компанія Aimco, яка придбала власність у 2003 році, раніше вела юридичний бій щодо того, чи можна зносити та відбудовувати Лінкольн-Плейс чи ні. У 2010 році Aimco розрахувався з орендарями та погодився відновити проект та повернути десятки виселених мешканців до своїх будинків та додати сотні одиниць до району Венеції.

## Демографія
Під час перепису населення США 2000 року в районі Венеції 3,17 квадратних миль було зафіксовано 37 705 жителів — в середньому 11 891 чоловік на квадратну милю, що є нормою для Лос-Анджелеса; у 2008 році за оцінками міста кількість населення зросла до 40 885. Середній вік мешканців становив 35 років, вважаючи середнім для Лос-Анджелеса; відсоток жителів віком від 19 до 49 років був серед найвищих в окрузі.
Етнічний розподіл становив 64,2 % неіспаномовних білих, 21,7 % латиноамериканців (будь-якого расового походження); 5,4 % афроамериканець; 4,1 % азійських та 4,6 % інших людей. Близько 22,3 % жителів народилися за кордоном, що є відносно низьким показником для Лос-Анджелеса; Мексика (38,4 %) та Велика Британія (8,5 %) були найпоширенішими місцями народження.
Середній річний дохід домогосподарств у 2008 році становив 67 647 доларів, що є високим показником для Лос-Анджелеса. Відсоток домогосподарств, що заробляють 125 000 доларів, вважався високим для міста. Середній розмір домогосподарства в 1,9 людини був низьким як для міста, так і для округу. Орендарі займали 68,8 % житлового фонду, а власники будинків або квартир — 31,2 %. Останнім часом вартість нерухомості зростає завдяки присутності таких технологічних компаній, як Google Inc. (яка в 2011 році почала здавати в оренду 100 000 квадратних футів площі у Венеції) та Snap Inc. (яка раніше орендувала майно на Market Street та Abbot Kinney).
Відсоток не одружених чоловіків (51,3 %), не одружених жінок (40,6 %), розлучених чоловіків (11,3 %) та розлучених жінок (15,9 %) були одними з найвищих в окрузі. Відсоток ветеранів, які служили під час війни у В'єтнамі, був серед найвищих в окрузі.

## Мистецтво та культура
Венеція була відомою як найкраще місце для творчих художників. У 1950-х та 1960-х роках Венеція стала центром для покоління Beat, і відбувся вибух поезії та мистецтва, який триває і сьогодні. Серед найбільших письменників і художників протягом десятиліть були Стюарт Перкофф, Джон Томас, Френк Т. Ріос, Тоні Шибелла, Лоуренс Ліптон, Джон Хааг, Сол Уайт, Роберт Фаррінгтон, Філомена Лонг і Том Сьюелл.

### Архітектура
Спочатку створена як заплановане місто, що імітує Венецію, Італія, у місті Венеція знаходиться велика кількість будівель початку 1900-х років, побудованих для імітації італійської архітектури Відродження. Зокрема вздовж Навітряної авеню, де арочна аркада перекриває тротуари по частинах обох сторін вулиці. Подібні споруди спочатку утворювали суцільну аркаду від набережної до колишньої лагуни (нині навітряне кільце руху), але після закріплення місто Лос-Анджелес засудило їх. Тільки зусиллями місцевих консерваторів вдалося зберегти нечисленні будівлі, хоча багато з них були істотно модифіковані.
Публічна скульптура Гігантський бінокль] Клаеса Ольденбурга та Коосье ван Брюггена, що в народі називається Біноклем (спочатку Будинок Біт / День, спроектований архітектором Френком Гері), на головній вулиці 340. Скульптура вказана як історичний ресурс Лос-Анджелеса.
Дизайнери Чарльз і Рей Еймс мали свої офіси в Bay Cities Garage на бульварі абата Кінні з 1943 року, коли він все ще був частиною бульвару Вашингтон; Продукція Eames також вироблялася там до 1950-х років. Інтер'єр цегляної будівлі був перероблений Френком Ізраїлем у 1990 році як творчий робочий простір, відкриваючи інтер'єр та створюючи оглядові лінії на всьому протязі будівлі.
Спочатку розташована у венеційському будинку архітектора, удостоєного премії Пріцкера, і засновника SCI-Arc Тома Мейна, Галерея архітектури існувала лише десять тижнів у 1979 році та представляла нову роботу тодішніх архітекторів Френка Гері, Еріка Оуена Мосса та Морфозиса. . Побудований на довгій вузькій ділянці в 1981 році, будинок Індіана-авеню / Триплекс Арнольді був спроектований Френком Гері у партнерстві з художниками Ледді Джоном Діллом і Чарльзом Арнольді. Френк Гері спроектував кілька відомих будинків у Венеції, серед них Будинок Джейн Спіллер (закінчений 1979) та Нортон-Хаус (завершений 1984) на Венеційському пляжі. У 1994 році скульптор Роберт Грехем спроектував схожу на фортецю художню студію та резиденцію для себе та своєї дружини, актриси Анжеліки Х'юстон, на Навітряній авеню.

### Арт
У 1970-х художник перформансу Кріс Берден створив частину своїх ранніх, новаторських робіт у Венеції. Серед інших видатних художників, які підтримували студії в цьому районі, — Чарльз Арнольді, Жан-Мішель Басквіат, Джон Балдессарі, Ларрі Белл, Біллі Аль Бенгстон, Джеймс Георгопулос, Денніс Хоппер та Ед Руша. Організований Музеєм Молота протягом одного вихідного 2012 року, Бієнале під відкритим небом у Венеції-Біч (з посиланням на Венеційську бієнале в Італії) зібрало 87 художників, включаючи спеціальні проекти таких відомих художників, як Еван Холлоуей, Барбара Крюгер а також ветеран набережної Артур Мур. У 1980-х і 1990-х набережна Венеції-Біч стала меккою вуличних вистав, перетворивши її на популярну туристичну визначну пам'ятку. Жонглерів з бензопилою, брейк-дансистів, акробатів та коміксів, таких як Майкл Коляр, можна було бачити щодня. Багато таких виконавців, як цирк Джима Роуза, розпочали свою діяльність на набережній.[джерело?]

### Фрески на набережній Венеції
Набережна Венеції-Біч відома багатьма відомими фресками місцевих художників, зокрема Ріпа Кронка, Йонаса Нівеля та Леві Понсе. Далі наведено список найбільш помітних та знакових фресок на набережній:
- Венеційський Кінезіс (2010) Ріпа Кронка [перегляд раніше відновленої Венеції (1989)]
  - Вшанування зоряного лицаря (1990) Ріпа Кронка
  - Вимираючі види (1990) Емілі Вінтерс
  - Венеційський пляж (1990) Ріпа Кронка
  - «Ранковий постріл» (1991) Ріпа Кронка (фреска з портретом музиканта Джима Моррісона)
  - Дотик Венеції (2012) Джонса Ніколи
  - Арнольд Шварценеггер (2013) Джонаса Нівера (фреска Шварценеггера в позі бодібілдингу.
  - Luminaries of Pantheism (2015) Леві Понсе (зображує прихильників пантеїзму, включаючи Ейнштейна, Теслу, Дю Буа та інших)

Venice Public Graffiti Walls Allow Artists To Paint Legally

### Громадські стіни у Венеції
Венеційські художні стіни були побудовані в 1961 році як частина Венеційського павільйону, закладу відпочинку та виконавських мистецтв. Це було популярне місце зустрічі для місцевих жителів завдяки близькості до пляжу та великій кількості бетонних столів. Центральна зона павільйону, відома як «яма», була оточена рівними бетонними стінами, які створювали ідеальні фарбувальні поверхні. Яма стала осередком зростаючого графіті-руху в Лос-Анджелесі в 1970-х і 1980-х роках, коли багато видатних художників та графіті працювали на стінах павільйонів. Процвітаюча сцена контркультури та мистецтва в районі, поряд із загальним нехтуванням місцевістю району зробили його ідеальним місцем для малювання художників. Тридцять вісім років потому Венеційський павільйон був зруйнований, але деякі стіни разом з двома великими конічними бетонними конструкціями були збережені. Їх було відновлено в 2000 році в рамках реконструкції прибережної паркової зони в кінці Навітряної авеню, і з тих пір художникам дозволялося там малювати вільно і законно.

### Музика
Венеція була місцем створення рок-групи The Doors у 1965 році стипендіатами UCLA Рей Манзареком та Джимом Моррісоном. The Doors продовжували вводити в Зал слави рок-н-ролу, а Моррісон вважався одним з найбільших рок-фронтменів. Венеція — батьківщина наркоманії Джейн у 1980-х. Перрі Фаррелл, фронтмен і засновник Lollapalooza, був давнім жителем Венеції до 2010 року.
У Венеції у 1980-х також гуртували музичні композиції, відомі як кросовер-треш, музичний гібрид хардкорного панку / треш-металу. Найбільш помітна з цих груп — Suicidal Tendences. Інші венеційські групи, такі як Beowülf, No Mercy та Excel, також були представлені в компіляційному альбомі Welcome to Venice.[джерело?]

## Відпочинок та парки

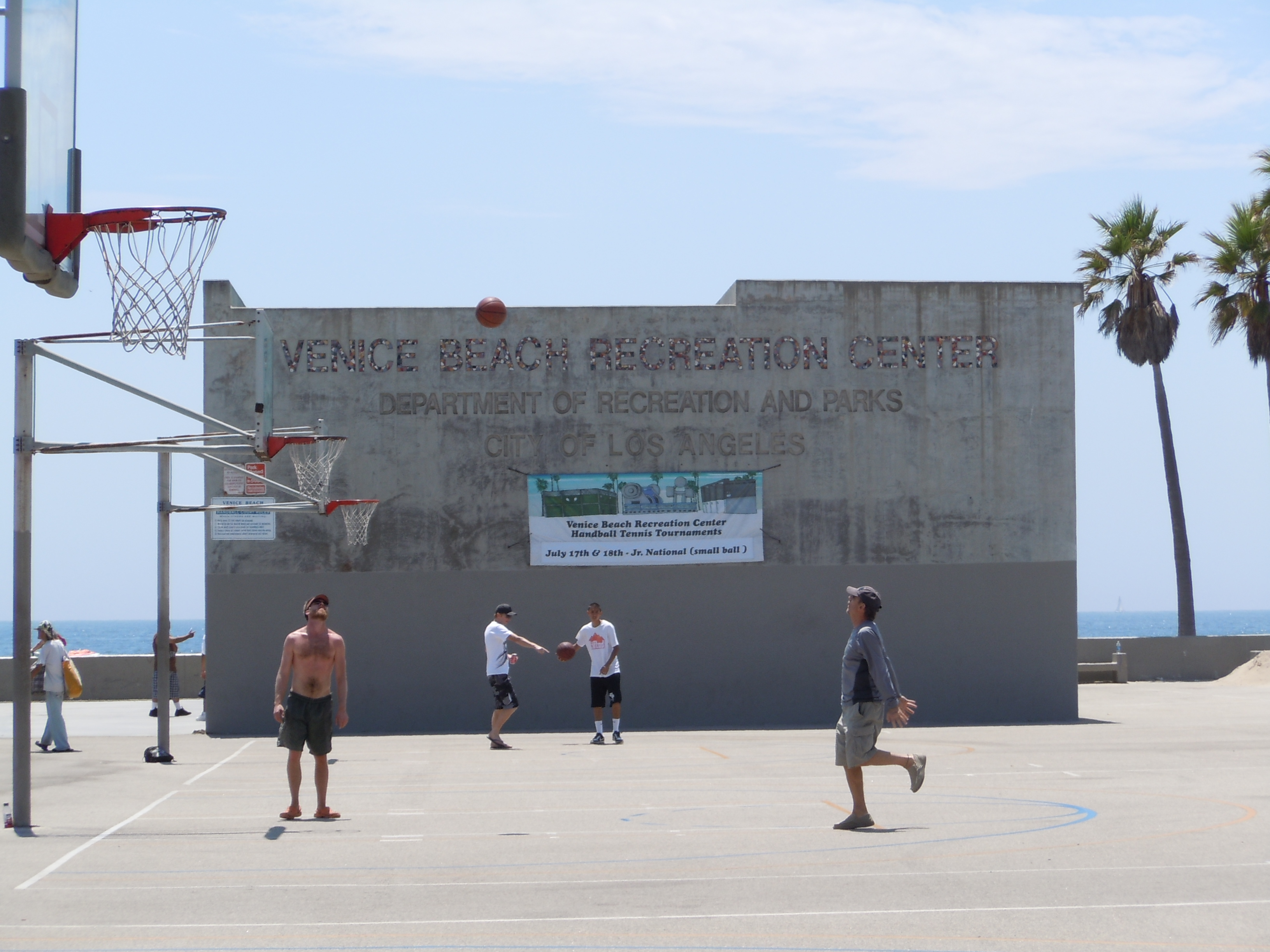
Venice Beach Recreation Center

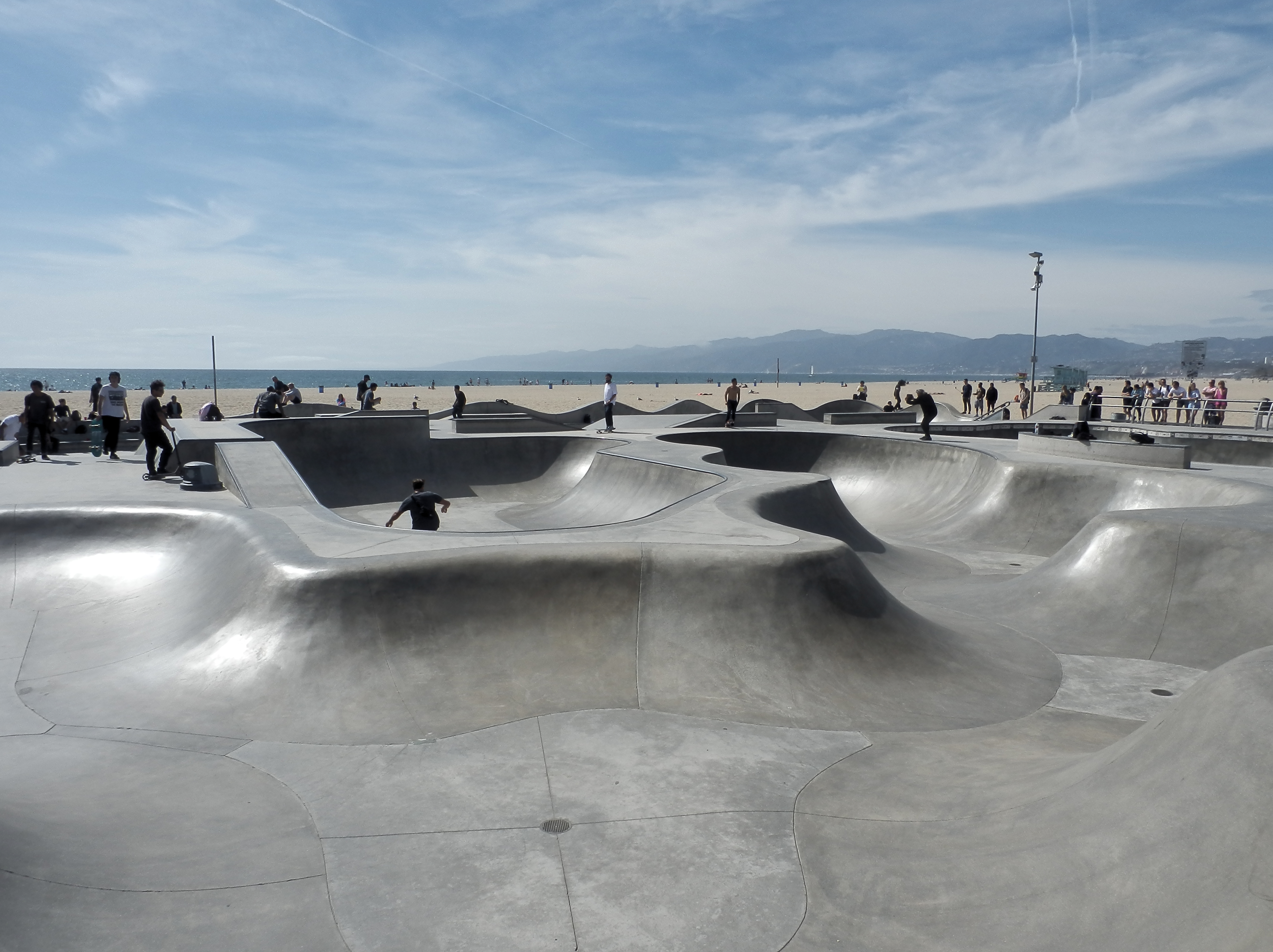
Venice Skatepark

База відпочинку «Венеція-Біч» має низку закладів. В установці є баскетбольні майданчики (не освітлені / на відкритому повітрі), кілька дитячих ігрових майданчиків з гімнастичним обладнанням, шахові столи, гандбольні майданчики (не освітлені), корти для великого тенісу (не освітлені) та волейбольні майданчики (незасвічені). На південному кінці області знаходиться м'язова пляжна гімнастика під відкритим небом. У березні 2009 року місто відкрило вишуканий скейт-парк на півночі на 2 мільйони доларів. Стіни Графіті знаходяться на узбережжі велосипедної доріжки в тій же околиці.

Venice Graffiti Walls

Центр відпочинку Оуквуд, який також виконує функцію зупинки відділу поліції Лос-Анджелеса, включає глядацьку залу, неосвітлений бейсбольний діамант, освітлені криті баскетбольні майданчики, неосвітлені відкриті баскетбольні майданчики, дитячу ігрову зону, кімнату громадськості, освітлену американку футбольне поле, крита гімназія без гирі, столи для пікніка та неосвітлене футбольне поле
Вестмінстерський позашляховий собачий парк розташований у Венеції.

## Уряд

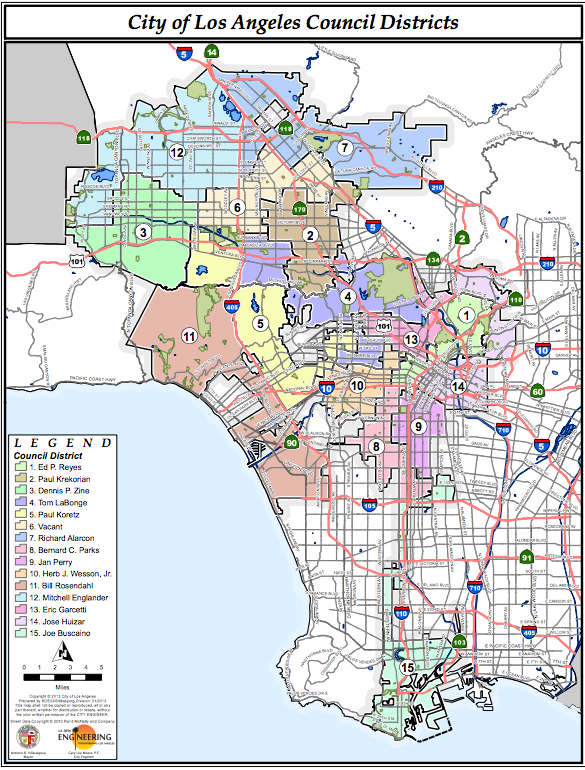
Map of the districts in the LA City Council. Venice is in District 11.

Венеція — це район міста Лос-Анджелес, представлений районом 11 у міській раді Лос-Анджелеса. Міські послуги надає місто Лос-Анджелес. Існує Рада сусідства Венеції, яка консультує міську раду Лос-Анджелеса з місцевих питань.

### Представництво округу, штату та федерального округу
Департамент охорони здоров'я округу Лос-Анджелес SPA 5 West Health Office Office обслуговує Венецію.
Поштова служба Сполучених Штатів управляє Венеційським відділенням на головній вулиці 1601 та додатком Венеційського перевізника на Великому бульварі 313.

## Освіта
Сорок дев'ять відсотків жителів Венеції у віці 25 років і старше здобули чотирирічний ступінь до 2000 року, що є високим показником як для міста, так і для округу. Відсоток жителів цього віку із ступенем бакалавра або магістра вважався високим для округу.

### Школи
Школи у Венеції такі:

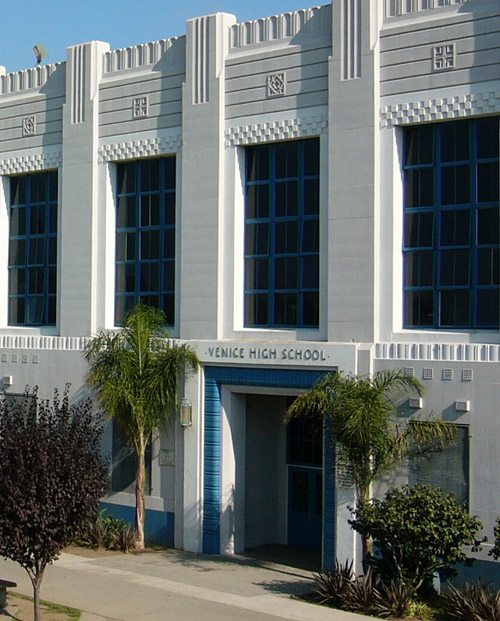
Venice High School

- Бродвейська початкова школа, LAUSD, 1015 Lincoln Boulevard
- Animo Venice Charter High School, 820 Broadway Street, яка відкрилась у серпні 2002 року для 145 студентів, і щороку до 2006 року, коли вона досягла повної потужності приблизно 525 учнів, поповнювалась класом для першокурсників із 140 осіб. Школа переїхала в 2006 році до колишнього кампусу початкової школи на Дев'яносто восьмій вулиці, який окупував Renaissance Academy.
- Венеційський центр навичок, LAUSD, 611 Fifth Avenue
- Перша лютеранська школа Венеції, private, 815 Venice Boulevard
- Еколь Клер Фонтен, private, 352 Westminster Avenue
- Початкова школа Вестмінстер-авеню, LAUSD, 1010 Abbot Kinney Boulevard
- Школа Святого Марка, private elementary, 912 Coeur d'Alene Avenue
- Початкова школа проспекту Coeur d'Alene, LAUSD, 810 Coeur d'Alene Avenue
- Вестсайдська школа лідерських магнітів, LAUSD alternative, 104 Anchorage Street

Venice High School служить громаді.

## Інфраструктура

### Публічні бібліотеки
The Los Angeles Public Library діє Меморіальне відділення Венеції — абата Кінні.

### Пожежне депо

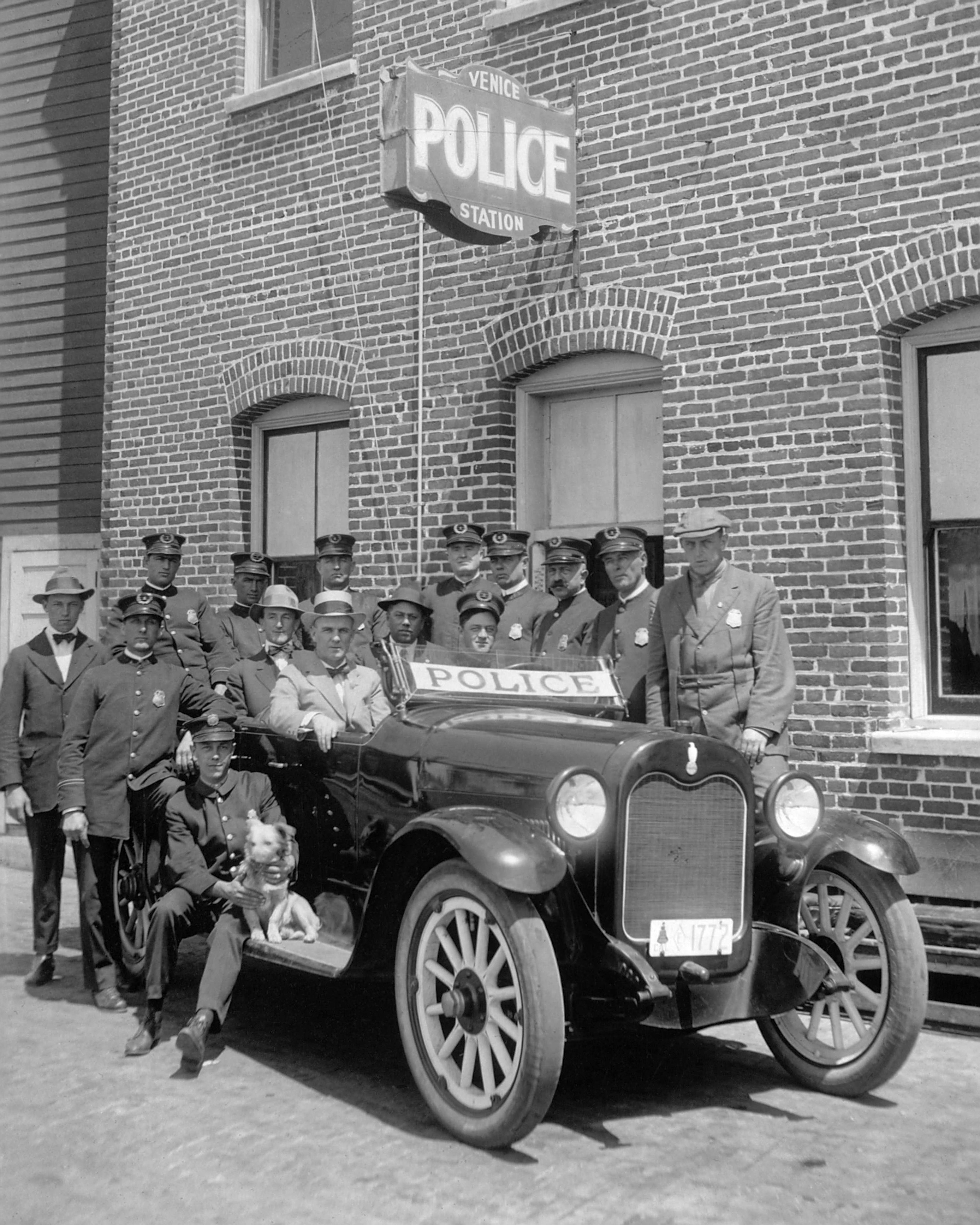
Venice Police Station, c. 1920

The Los Angeles Fire Department експлуатує станція 63, яка обслуговує Венецію двома двигунами, вантажівкою та рятувальною машиною ALS.

### Поліція
The Los Angeles Police Department обслуговує територію через Тихоокеанський поліцейський пункт, а також пляжну підстанцію.

### Рятувальники округу Лос-Анджелес
Венеція-Біч — це штаб рятувальників округу Лос-Анджелес пожежної охорони округу Лос-Анджелес. Він розташований на 2300 Ocean Front Walk. Це найбільша в країні організація рятувальників в океані, яка має понад 200 штатних та 700 неповних та сезонних рятувальників. Раніше штаб-квартирою була штаб-квартира рятувальників міста Лос-Анджелеса, поки рятувальники Лос-Анджелеса та Санта-Моніки не були об'єднані з округом у 1975 році.
Рятувальники округу Лос-Анджелес охороняють 50 миль (50 км) пляжу та 70 миль (110 км) узбережжя, від Сан-Педро на півдні до Малібу на півночі. Рятувальники також надають фельдшерсько-рятувальний катер до острова Каталіна, виконуючи операції поза межами Авалона та Перешийка.
У відділі рятувальників працює 120 штатних і 600 сезонних рятувальників, які працюють у трьох секційних штабах — Ермосі, Санта-Моніці та пляжі Зума. Кожен із цих штабів має цілодобовий блок реагування EMT-D і є частиною системи 911. На додаток до забезпечення безпеки на пляжі, рятувальники округу Лос-Анджелес проводять спеціальне навчання з операцій рятувальних човнів Baywatch, підводного порятунку та відновлення, швидкого порятунку, порятунку скелі, порятунку морських ссавців та пожежогасіння на морі.

## Видатні люди
- Jay Adams, professional skateboarder
- J.C. Barthel, Venice postmaster and commissioner of supplies, 1920s, president of Chamber of Commerce[22]
- Charles Benefiel, artist
- Charles Winchester Breedlove, Los Angeles City Council member, 1933–45, supported legalized tango games[23]
- Bryan Callen, stand-up comedian, actor, writer and podcaster
- Brun Campbell, folk ragtime musician
- Emilia Clarke, actress
- John J. Coit, builder and operator of Venice Miniature Railway
- Zach De La Rocha, musician
- John Doan, classical guitarist
- Tom Felton, actor, musician
- Sky Ferreira, singer-songwriter, model, actress
- C.H. Garrigues, journalist, Venice Vanguard
- Lennon Sisters, singers
- John Lovell, businessman, member of Los Angeles Common Council[24]
- John Lydon, «Johnny Rotten», lead singer of the Sex Pistols and Public Image Ltd
- Helene Machado, All-American Girls Professional Baseball League player, born and raised in Venice
- Ian McShane, actor[25]
- Casey Neistat, filmmaker, vlogger, YouTuber
- Анна Паквін, актриса[26]
- James Edwin Richards, crime activist and citizen journalist, editor and publisher[27]
- Ronda Rousey, mixed martial artist, judoka, actress, and professional wrestler[28]
- Karl L. Rundberg, Los Angeles City Council member (1957–65), opposed Venice beatniks[29]
- Lila Shanley, stage name Lila Finn, stuntwoman, stunt double, and women's volleyball player
- Joanie Sommers, singer

## In popular culture
Venice has been the location of numerous movies, TV shows, and video games. Common locations for filming include the piers, skate park, restaurant, canals, boardwalk, and the schools.
Some productions include the following:
- 1914: Kid Auto Races at Venice (Charlie Chaplin—first appearance of the «Little Tramp» character)
- 1920: Number, Please? (Harold Lloyd)
- 1921: The High Sign (Buster Keaton)
- 1923: The Balloonatic (Buster Keaton)
- 1927: Sugar Daddies (Laurel and Hardy)
- 1928: The Circus (Charlie Chaplin)
- 1928: The Cameraman (Buster Keaton)
- 1958: Touch of Evil (Orson Welles) — shot entirely in Venice except for one indoor scene, selected by Welles as a stand-in for a fictional run-down Mexican border town.
- 1961: Night Tide (Dennis Hopper, Linda Lawson, written and directed by Curtis Harrington)—Shot entirely in Venice and shows the deteriorated nature of the area in the 1950s.
- 1971: Dracula vs. Frankenstein
- 1972: One Pair of Eyes — Reyner Banham loved Los Angeles — architectural critic Reyner Banham explores Los Angeles in 1972.[31]
- 1976: The Witch Who Came from the Sea (Millie Perkins, directed by Matt Cimber)
- 1979: CHiPs Roller Disco (Episodes 1 and 2 of season 3. Directed by Ron Weiss. Aired Sept. 22, 1979)
- 1979: Roller Boogie (Linda Blair, directed by Mark L. Lester)
- 1988: Colors
- 1991: The Doors (Val Kilmer, directed by Oliver Stone)
- 1992: White Men Can't Jump
- 1993: Falling Down
- 1994: Speed (Keanu Reeves)
- 1998: The Big Lebowski
- 1998: American History X
- 2001: Dogtown and Z-Boys
- 2003: Thirteen (Голлі Гантер)
- 2004: Grand Theft Auto: San Andreas as Verona Beach
- 2005: Lords of Dogtown
- 2006: Tenacious D in The Pick of Destiny
- 2007: Californication TV series
- 2010: Billionaire (Travie McCoy)[32]
- 2011: Wilfred
- 2012: Amazing Race[33]
- 2013: Grand Theft Auto V as Vespucci Beach
- 2013: Sugar
- 2013–2014: Sam & Cat
- 2009–2015: American Ninja Warrior
- 2014: Alex of Venice
- 2015: The Amazing Race 27[34]
- 2016: Flaked
- 2017: Once Upon a Time in Venice
- 2017: Ingrid Goes West
- 2020: Scoob![35]